# Northland Rugby Union
Northland Rugby Union – związek rugby odpowiedzialny za rozgrywki rugby union w regionie Northland. Związek powstał w roku 1920 i został uznany przez nowozelandzki związek rugby w roku 1921. Do roku 1994 związek nosił nazwę North Auckland Rugby Union.
Zespół czterokrotnie zdobył Ranfurly Shield, po raz ostatni w 1978 roku.
Najlepsi zawodnicy z Northland mogą zostać powołani do drużyny Blues i stamtąd mogą zostać powołani do reprezentacji w rugby union.